# Station Sclaigneaux
Station Sclaigneaux is een spoorwegstation langs spoorlijn 125 (Namen - Luik), gelegen tussen de kernen Vezin en Sclayn; beide zijn deelgemeenten van de gemeente Andenne. Het is nu een stopplaats.

## Treindienst
| Serie       | Treinsoort          | Route | Bijzonderheden                                                                                                  |
| ----------- | ------------------- | --- | --- |
| L 4950      | L-trein (NMBS)      | Luik-Guillemins – Hoei – Sclaigneaux – Namen                                                                           | |
| P 7480/8480 | Piekuurtrein (NMBS) | [ Hoei – Sclaigneaux – Namen ] / [ Herstal – Luik-Sint-Lambertus – Luik-Guillemins – [ Rivage – Gouvy ] / [ Statte ] ] | Rijdt alleen op werkdagen. Een trein vanuit Herstal naar Gouvy. Twee treinen per richting tussen Hoei en Namen. |

## Reizigerstellingen
De grafiek en tabel geven het gemiddeld aantal instappende reizigers weer op een week-, zater- en zondag.
| Tabel: aantal instappende reizigers station Sclaigneaux | Tabel: aantal instappende reizigers station Sclaigneaux | Tabel: aantal instappende reizigers station Sclaigneaux | Tabel: aantal instappende reizigers station Sclaigneaux |
|                                                         | Weekdag                                                 | Zaterdag                                                | Zondag                                                  |
| ------------------------------------------------------- | ------------------------------------------------------- | ------------------------------------------------------- | ------------------------------------------------------- |
| 1977                                                    | 174                                                     | 59                                                      | 31                                                      |
| 1978                                                    | 179                                                     | 53                                                      | 32                                                      |
| 1979                                                    | 173                                                     | 67                                                      | 28                                                      |
| 1980                                                    | 190                                                     | 48                                                      | 23                                                      |
| 1981                                                    | 204                                                     | 43                                                      | 19                                                      |
| 1982                                                    | 104                                                     | 21                                                      | 9                                                       |
| 1983                                                    | 178                                                     | 62                                                      | 16                                                      |
| 1984                                                    | 164                                                     | 11                                                      | 17                                                      |
| 1985                                                    | 128                                                     | 40                                                      | 31                                                      |
| 1986                                                    | 115                                                     | 25                                                      | 30                                                      |
| 1987                                                    | 119                                                     | 21                                                      | 22                                                      |
| 1988                                                    | 111                                                     | 27                                                      | 18                                                      |
| 1989                                                    | 123                                                     | 32                                                      | 20                                                      |
| 1990                                                    | 79                                                      | 29                                                      | 19                                                      |
| 1991                                                    | 98                                                      | 12                                                      | 14                                                      |
| 1992                                                    | 108                                                     | 24                                                      | 21                                                      |
| 1993                                                    | 92                                                      | 24                                                      | 19                                                      |
| 1994                                                    | 99                                                      | -                                                       | -                                                       |
| 1995                                                    | 75                                                      | -                                                       | -                                                       |
| 1996                                                    | 91                                                      | -                                                       | -                                                       |
| 1997                                                    | 93                                                      | -                                                       | -                                                       |
| 1998                                                    | 79                                                      | -                                                       | -                                                       |
| 1999                                                    | 82                                                      | -                                                       | -                                                       |
| 2000                                                    | 85                                                      | -                                                       | -                                                       |
| 2001                                                    | 75                                                      | -                                                       | -                                                       |
| 2002                                                    | 61                                                      | -                                                       | -                                                       |
| 2003                                                    | 61                                                      | 20                                                      | 10                                                      |
| 2004                                                    | 63                                                      | 14                                                      | 14                                                      |
| 2005                                                    | 85                                                      | 16                                                      | 13                                                      |
| 2006                                                    | 95                                                      | 20                                                      | 10                                                      |
| 2007                                                    | 77                                                      | 14                                                      | 10                                                      |
| 2008                                                    | -                                                       | -                                                       | -                                                       |
| 2009                                                    | 85                                                      | 15                                                      | 30                                                      |
| 2010                                                    | -                                                       | -                                                       | -                                                       |
| 2011                                                    | -                                                       | -                                                       | -                                                       |
| 2012                                                    | 102                                                     | 32                                                      | 25                                                      |
| 2013                                                    | 95                                                      | 25                                                      | 21                                                      |
| 2014                                                    | 98                                                      | 21                                                      | 19                                                      |
| 2015                                                    | 80                                                      | 13                                                      | 21                                                      |
| 2016                                                    | 86                                                      | 8                                                       | 13                                                      |
| 2017                                                    | 95                                                      | 13                                                      | 27                                                      |
| 2018                                                    | 71                                                      | 13                                                      | 15                                                      |
| 2019                                                    | 93                                                      | 10                                                      | 12                                                      |
| 2020                                                    | 85                                                      | 15                                                      | 12                                                      |
| 2021                                                    | -                                                       | -                                                       | -                                                       |
| 2022                                                    | 123                                                     | 55                                                      | 49                                                      |
| 2023                                                    | 152                                                     | 8                                                       | 12                                                      |
| 2024                                                    | 109                                                     | 22                                                      | 15                                                      |

0,0: Luik-Guillemins ·
1,1: Val-Benoît ·
2,9: Sclessin ·
5,1: Tilleur ·
6,4: Pont-de-Seraing ·
7,3: Jemeppe-sur-Meuse ·
9,3: Flémalle-Grande ·
10,0: Leman ·
11,2: Flémalle-Haute ·
12,3: Chokier ·
14,0: Aigremont ·
15,3: Engis ·
17,3: La Mallieue ·
18,8: Hermalle-sous-Huy ·
21,2: Haute-Flône ·
22,5: Amay ·
24,9: Ampsin ·
27,9: Corphalie ·
29,4: Hoei ·
30,4: Statte ·
32,7: Bas-Oha ·
35,7: Java ·
40,3: Andenne ·
41,7: Château-de-Seilles ·
46,5: Sclaigneaux ·
48,8: Namêche ·
51,5: Marche-les-Dames ·
54,7: Beez ·
57,1: Faubourg-Saint-Nicolas ·
59,5: Namen